# Реборделу (Амаранте)
Реборделу (порт. Rebordelo) — район (фрегезия) в Португалии, входит в округ Порту. Является составной частью муниципалитета Амаранте. По старому административному делению входил в провинцию Дору-Литорал. Входит в экономико-статистический субрегион Тамега, который входит в Северный регион. Население составляет 398 человек на 2001 год. Занимает площадь 17,44 км².